# 바르나바

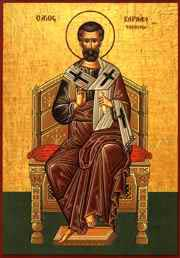
성 바르나바

바르나바(그리스어: Βαρνάβας, Barnabas) 또는 바나바는 신약성서의 사도행전에 나오는 키프로스 태생의 유대인이며 사도(사도행전 14:14)이다.

## 사도행전에서의 언급
바나바의 히브리 이름은 요셉이며, 바나바는 사도들이 위로의 아들(개역한글판에서는 권위자/勸慰者로 번역하여 잘못 해석될 위험이 있으나, 공동번역성서에서는 위로의 아들이라고 번역하여 그러한 소지를 막았다.)이라는 뜻으로 지어준 애칭이다. 사도 파울로스(사울)가 부활한 예수의 목소리를 듣는 경험으로 회심(기독교라는 독립종교가 등장하기 전이므로 개종이 아니다.)했다는 사실을 사도들에게 알려주어서 교류할 수 있도록 하였다. 또한 안티오키아 교회에서 같이 목회하는 등 바울이 사도로 성장하는 데 큰 도움을 주었다. 이들의 관계는 마가라는 헬라 이름을 가진 청년 요한을 데려가는 문제로 논쟁을 벌여 깨졌고 각기 다른 길을 걸어간다. 하지만 이는 복음 전도가 두 갈래로 나뉘어 더욱 확장되는 계기가 된다.

## 참고자료
- 《우리가 아는 것들 성경에는 없다》(오경준 지음, 홍성사)의 〈완벽한 성인 바울은 없다〉, 《손으로 읽는 신약성서》(김학철 지음, 크리스천헤럴드)의 〈초대교회로 돌아가자?〉